# Эрикссон, Бенгт
Бондпе Бенгт Эрикссон (швед. Bondpä Bengt Eriksson; 22 января 1931, Малунг, Швеция — 19 ноября 2014, Худиксвалль, Швеция) — шведский лыжник-двоеборец, серебряный призёр зимних Олимпийских игр в Кортина-д’Ампеццо (1956).

## Спортивная карьера
Свою первую золотую медаль на чемпионате Швеции по лыжному двоеборью завоевал в 1953 г., а в 1966 г. стал восьмикратным чемпионом своей страны. В 1956 г. впервые выиграл Холменколленские игры, впоследствии побеждал на них 11 раз и 19 раз становился призёром. Трижды становился обладателем Damenes Trophy (1957-59). Выиграл Шведские лыжные игры в Фалуне (1959).
На зимних Олимпийских играх в Кортина-д’Ампеццо (1956) выиграл серебряную медаль в индивидуальном зачете лыжного двоеборья. После этого выступления за спортсменом закрепилось прозвище «Серебряный Бенгт». Дважды становился чемпионом Швеции в прыжках с трамплина.
На зимних Олимпийских зимних игр в Скво-Вэлли (1960) в зимней комбинации оказался 10-м. С 1961 г. начал выступать на Турне четырёх трамплинов, не добившись ощутимых результатов он по окончании сезона 1962/63 завершил свою прыжковую спортивную карьеру. Последний раз выступил на чемпионате мира по лыжным видам спорта в Осло (1966). Также в течение многих лет успешно играл в футбол.
В 1965 г. за свои спортивные достижения был награждён медалью Холменколлена.